# Hard Boiled (1992)
Hard Boiled (Originaltitel: chinesisch 辣手神探, Pinyin Làshǒu shéntàn, Jyutping Laat6sau2 san4taam3, kantonesisch Lat sau san taam – „gnadenloser Meisterermittler, knallharter Meisterdetektiv“) lautet der Titel eines Actionfilms von John Woo aus dem Jahre 1992. Er war Woos letzte Hongkong-Produktion, bevor er nach Hollywood ging, ehe er sich 2008 mit Red Cliff wieder dem Hongkong-Kino zuwandte. Es handelt sich hierbei um einen der bekanntesten Vertreter der Gattung Heroic Bloodshed.

## Handlung
In Hongkong (im Jahr 1997) arbeitet der erfolgreiche und für seine brutalen Methoden bekannte Inspektor „Tequila“ Yuen für die chinesische Polizei. Er ist einem Waffenschieberring auf den Fersen, dessen Anführer Johnny Wong ist. In einem Teehaus beschatten Tequila und seine Kollegen mehrere Verdächtige bei einem Waffendeal und wollen sie auf frischer Tat ertappen. Die geplante Festnahme läuft schief und artet in eine wilde Schießerei aus. Tequila und seine Kollegen können mehrere Täter ausschalten, wobei durch die Verbrecher auch etliche Zivilisten und Beamte sterben. Sein Freund und Dienstkollege Benny wird von dem letzten überlebenden Waffenschieber brutal erschossen. Tequila gelingt es, den Mörder seines Freundes zu töten; von seinem Superintendent Pang erfährt er aber anschließend, dass der Mörder Tony ein verdeckter Ermittler war. Pang ist außer sich, und Inspektor Tequila muss einiges an Kritik einstecken.
Unterdessen exekutiert der Auftragsmörder und Söldner Alan einen Verräter in einer Bibliothek. Alan arbeitet für den Waffenschieberring von Mr. Hoi. Von Johnny Wong erhält Alan das Angebot, stattdessen für seine Organisation zu arbeiten. Im Gegenzug soll er den Obergangster Hoi töten, damit Johnny Wong Alan übernehmen kann. Ein anderer Mitarbeiter von Johnny, genannt „Maddog“, steht diesem Plan sehr skeptisch und misstrauisch gegenüber.
Tequila streitet sich währenddessen heftig mit seinem Chef Pang, der ihm den Fall entziehen will. Tequila lässt sich jedoch nicht beirren und bleibt weiter an dem Fall dran. Seine Ex-Freundin Teresa arbeitet ebenfalls in seiner Abteilung und bekommt regelmäßig Blumen geschickt, was Tequila sehr eifersüchtig macht. Er findet jedoch heraus, dass über den Blumenversand codierte Nachrichten mit einem verdeckten Ermittler ausgetauscht werden. Tequila will unbedingt wissen, wer diese Person ist, da sie zu den Mördern seines Freundes führen könnte. Pang und Teresa halten diese Sache jedoch unter Verschluss.
Tequila gibt Johnny Wong die Schuld an dem Tod von Lionheart, und so stattet er ihm einen Besuch ab. Er schlägt Wong und bedroht ihn mit einer Waffe. Er sagt ihm, dass er weiß, dass er verantwortlich für den Tod von Lionheart ist und ihn verhaften wird. Alan mischt sich ein und schlägt Tequila nieder. Aus Wut will Wong Tequila erschießen, was jedoch Alan verhindern kann.
Ein Treffen zwischen Pang und Alan verrät, dass Alan der verdeckte Ermittler ist und eigentlich für die Polizei arbeitet. Nur Pang weiß, wer Alan wirklich ist.
Tequila kontaktiert seinen eigenen Spitzel Foxy in seiner Lieblingsbar, in der er früher oft mit Lionheart Jazz gespielt hat. Von Foxy erfährt er, dass ein Lagerhaus mit Waffen von Mr. Hoi durch Johnny Wong überfallen werden soll.
Mr. Hoi beordert Alan zu sich, um ihn ins Gebet zu nehmen, denn offenbar weiß er von Johnnys Angebot. Alan bittet ihn, Hongkong zu verlassen, was Mr. Hoi jedoch ausschlägt.
Als das Waffenlager von Mr. Hoi von Johnnys Handlangern angegriffen wird, sterben dutzende Leute von Hoi in einer großen Schießerei. Tequila schafft es, das Gelände zu infiltrieren und beobachtet das Geschehen mit schwerem Geschütz im Gepäck. Johnny weist Alan nun an, Mr. Hoi zu töten und sich für eine Seite zu entscheiden. Um seine Tarnung nicht auffliegen zu lassen, tötet Alan Mr. Hoi und alle seine verbleibenden Bodyguards.
Im nächsten Moment stürmt Tequila die Lager, indem er sich durch eine Luke im Dach abseilt und Rauchgranaten in die Menge wirft. Mit einer Vielzahl von Waffen gelingt es ihm, unzählig viele Gangster zu töten. Selbst Maddog schafft es nicht, Tequila aufzuhalten. Mit Hilfe von Alan gelingt Johnny Wong die Flucht. In einem Mexican standoff zwischen Alan und Tequila will Tequila Alan mit einem Revolver erschießen. Doch sein Revolver ist leergeschossen. Trotzdem lässt Alan Tequila am Leben und verschwindet einfach.
Alans Verhalten verrät Tequila einiges über Alans Standpunkt. Er schafft es, Alan ausfindig zu machen und lauert ihm bei seinem Boot auf. Nach einer kleinen Unterhaltung greifen überlebende Bodyguards von Mr. Hoi an, um seinen Tod zu rächen. Die beiden töten die Angreifer, wobei Alan schwer am Rücken verletzt wird. Als Johnny auftaucht, einigen sich die beiden darauf, Kontakt zu halten und Tequila verschwindet schnellstens.
Später wird Foxy entlarvt und Alan soll ihn töten. Vor den Leuten von Wong verprügelt er Foxy heftig und steckt ihm unauffällig ein Metallfeuerzeug in die Brusttasche. Auf dieses schießt Alan mit seiner Pistole, so dass Foxy von einer Brücke stürzt.
Foxy überlebt das Attentat und schafft es, sich in die Jazzbar zu schleppen. Er berichtet Tequila und wird in ein Krankenhaus gebracht, in dem auch Alan auf Grund seiner Rückenverletzung liegt. Es stellt sich heraus, dass Wong großen Einfluss in diesem Krankenhaus hat.
Nach einer Unterredung zwischen Alan und Tequila tötet Maddog den schwer angeschlagenen Foxy. Die beiden verfolgen Maddog und entdecken das kriminelle Geheimnis dieses Krankenhauses: Es ist Johnny Wongs Hauptwaffenlager.
Mittlerweile sind auch Tequilas Kollegen verständigt und mischen sich verdeckt unter die Patienten. Auch Teresa und Pang sind unter ihnen. Als Alan und Tequila die Leichenkammer genauer untersuchen, finden sie unter Widerstand einiger Gangster den geheimen Eingang zum Waffenlager. Mit vereinten Kräften schaffen sie es, die stark verriegelte Tür zu öffnen, hinter der direkt Maddog auf sie wartet. Nach einem intensiven Kampf der drei flieht Maddog durch einen anderen Ausgang und zerstört die Türöffnung. Durch Kameras beobachtend, lässt Johnny Gas in das Lager einleiten. Alan und Tequila sprengen sich mit dem Arsenal den Weg frei und töten dabei viele Gangster. Die Situation im Krankenhaus spitzt sich zu. Um die Patienten zu evakuieren, löst Teresa den Feueralarm aus, was dem Krankenhausdirektor gar nicht gefällt. Johnny beschließt, das Krankenhaus abzuriegeln und die Patienten als Geiseln zu nehmen. Panik bricht aus. Patienten, Gangster und Polizisten sterben in Schusswechseln. Weitere Beamte treffen ein und versuchen, Geiseln zu befreien.
Währenddessen bahnen sich Alan und Tequila ihren Weg durch die Krankenhausgänge. Sie können viele Gangster erledigen und eine Geiselsituation klären. Um Säuglinge von der Neugeborenenstation zu retten, teilen sich Alan und Tequila auf. Während Tequila und Teresa mit Hilfe eines Spezialeinsatzkommandos versuchen, die Säuglinge zu retten, verfolgt Alan Maddog. Weitere Schießereien folgen, wobei viele Patienten, Gangster und Polizisten sterben.
Alan schafft es fast, Maddog zu stellen, jedoch behindern angeschlagene Patienten ihren Kampf. Beide beschließen, die Waffen niederzulegen, bis die Patienten sich in Sicherheit bringen können. Plötzlich erscheint Johnny und lässt sofort das Feuer eröffnen, durch das die Patienten sterben, Alan jedoch überlebt. Maddog erachtet das für falsch und versucht, Johnny ebenfalls zu erschießen. Das Vorhaben misslingt und Johnny tötet Maddog. Johnny ordnet an, das ganze Krankenhaus zu sprengen.
Teresa und Tequila haben es fast geschafft, alle Säuglinge zu retten, bis auf einen. Da das Krankenhaus in Flammen steht, müssen die beiden sich sehr beeilen. Teresa kann sich in Sicherheit bringen, während Tequila sich mit noch mehr Gangstern auseinandersetzen muss. Ihm gelingt es, alle zu beseitigen und mit dem letzten verbliebenen Säugling aus dem explodierenden Krankenhaus zu flüchten.
Johnny hat Alan als Geisel genommen und präsentiert sich und seine Geisel verachtungsvoll vor der gesamten Polizei. Er befiehlt Tequila, sich selbst zu demütigen. Der verletzte Alan reißt Johnnys Waffe an sich und schießt durch seinen eigenen Körper Johnny eine Kugel in die Brust. Tequila beseitigt Johnny letztendlich mit einem Kopfschuss. Kurz danach sieht man Tequila und Pang, die Alans Akte mit seinem Feuerzeug verbrennen. In dem Feuerzeug sieht man eine Einschussdelle. Der Film endet damit, dass Alan auf seinem Boot im Meer segelt und seine Origami-Kraniche ins Wasser fallen lässt.

## Deutsche Synchronfassung
Die deutsche Synchronbearbeitung für das DVD-Release 2005 entstand bei der TV+Synchron in Berlin. Für das VHS-Release 1992 zeigte sich die Splendid Synchron GmbH aus Köln verantwortlich.
| Darsteller              | Deutscher Sprecher (1. Synchronfassung 1992) | Deutscher Sprecher (2. Synchronfassung 2005) | Rolle                    |
| ----------------------- | -------------------------------------------- | -------------------------------------------- | ------------------------ |
| Chow Yun-Fat            | Reent Reins                                  | David Nathan                                 | Inspektor „Tequila“ Yuen |
| Tony Leung Chiu-Wai     | Michael Nowka                                | Matthias Deutelmoser                         | Alan                     |
| Teresa Mo               | Sabina Trooger                               | Silvia Mißbach                               | Teresa                   |
| Anthony Wong Chau-sang  | Karlheinz Tafel                              | Dieter Memel                                 | Johnny Wong              |
| Phillip Chung-Fung Kwok | Rolf Berg                                    | Gerald Paradies                              | Mad Dog                  |
| Philip Chan             | Rolf Schult                                  | Jan Spitzer                                  | Superintendant Pang      |
| Hoi-San Kwan            | Heinz Ostermann                              | Christian Rode                               | Mr. Hol                  |
| Wei Tung                | Til Schweiger                                | Nicolas Böll                                 | Foxy                     |
| Bowie Lam               | Stephan Schleberger                          | Olaf Reichmann                               | Ah Lung / Benny          |
| Bobbie Au-Yeung         | Daniel Werner                                | Thomas Nero Wolff                            | Löwenherz                |
| Shui Ting Ng            | Fabian Körner                                | Robin Kahnmeyer                              | Ah Chung                 |

## Kritik
„Aufwendiger Actionfilm, in dem die Gewalt gelegentlich extreme Ausmaße annimmt, dabei allerdings so stilisiert ist, daß sie kaum noch real wirkt. Die wilde Abfolge von Aktionen, unterbrochen von Melancholie oder burlesker Komik, ist im Kern eine reizvolle Parabel um Ritterlichkeit, Freundschaft und Ehre. Dies vermittelt sich eher über Dynamik und filmische Zeichen, so daß bei aller Rasanz der Film seltsam leer bleibt.“

„… Die Geschichte vereint wie die Inszenierung klassische Elemente des ‚wooschen‘ Kinos. Eine Männerfreundschaft zwischen zwei Antagonisten, die über die geistige Verwandtschaft hinaus geht, schließlich Seite an Seite kämpfen, kommt einem ähnlich bekannt vor, wie dass zwischen ihnen eine Frau steht, auch wenn dieser Punkt hier amüsant gebrochen wird. Tony hat kein echtes Interesse und benutzt die vermeintlichen Liebesbriefe nur, um geheime Botschaften auszutauschen. …“

„… wo andere ihre Handlung mühsam mit Dialogen vorantreiben, erzählt Woo seine Geschichte ohne viele Worte mit einer faszinierenden Bildsprache. Die leinwandsprengende Kraft der Bilder beweist, daß keiner bessere Ballermann-Ballette in Szene setzt als Meister Woo. Eine wei- tere Steigerung ist schwer vorstellbar …“

## Auszeichnungen
Hong Kong Film Awards
- Bester Schnitt[7][8]
  - Nominierung:
  - Bester Nebendarsteller[9][8]

Mystfest
- Beste Produktionsdesign[8]
  - Nominierung:
  - Bester Film[8]

## Zusatzinformationen
- Das Budget des Filmes betrug ca. 4,0 Millionen US-Dollar.[10]
- Es sterben etwa 232 (307 in der ungeschnittenen Version) Menschen im gesamten Film.[11][12]
- Der Film gewann 1992 den Hong Kong Film Awards für das beste Film Editing.[7]
- In Deutschland kam eine Fortsetzung unter dem Namen Hard Boiled 2 heraus. Allerdings handelt es sich dabei um den Film Just Heroes, der ein paar Jahre zuvor ebenfalls von John Woo gedreht wurde.[13]
- John Woo selbst hat im Film einen Auftritt als Barkeeper (Klubbesitzer) Mr. Woo.[14][15]
- Die innere Botschaft des Films besteht in der Kritik an der Rückgabe Hongkongs von Großbritannien an China.
- Das Videospiel Stranglehold hält sich thematisch am Film Hard Boiled fest und wurde auch unter der Regie von John Woo entwickelt. Es ist eine direkte Fortsetzung des Films und die erste Zusammenarbeit von Chow Yun-Fat und John Woo seit Hard Boiled.[16][17]
- Ein umfassender Überblick über die Entstehungsgeschichte des Films sowie eine ausführliche Kritik findet sich in: Thomas Gaschler, Ralph Umard: Woo. Belleville, München 2005, ISBN 3-933510-48-1.
- Im September 2018 wurde die Indizierung des Films in Deutschland nach 25 Jahren aufgehoben.[18]
- Der chinesische Alternativtitel des Films für Taiwan lautet „Meisterschütze“ – 槍神 / 枪神 bzw. 鎗神,  Qiāngshén, Jyutping Coeng1san4 – „wörtlich: göttlicher Schütze, sinngemäß: meisterhafter Schütze“[19][20]